# سيباستيان شميت
سيباستيان شميت (بالألمانية: Sebastian Schmitt) مواليد 29 فبراير 1996 في روزنهايم، هو لاعب كرة سلة ألماني. بدأ مسيرته الاحترافية في سنة 2015. يلعب كلاعب هجوم خلفي. يحمل الرقم 4. يبلغ طوله 6 قدم 0.5 بوصة (1.8 م). لعب مع بايرن ميونخ لكرة السلة وإسبارن بريمرهافن في الدوري الألماني لكرة السلة.

## روابط خارجية
- سيباستيان شميت على موقع الاتحاد الدولي لكرة السلة (الإنجليزية)
- سيباستيان شميت على موقع الدوري الأوروبي لكرة السلة (الإنجليزية)
- سيباستيان شميت على موقع كرة السلة الأوروبية.كوم (الإنجليزية)
- سيباستيان شميت على موقع ريلجم (الإنجليزية)
- سيباستيان شميت على موقع بروبوليرز (الإنجليزية)